# Posse de Bill Clinton em 1993

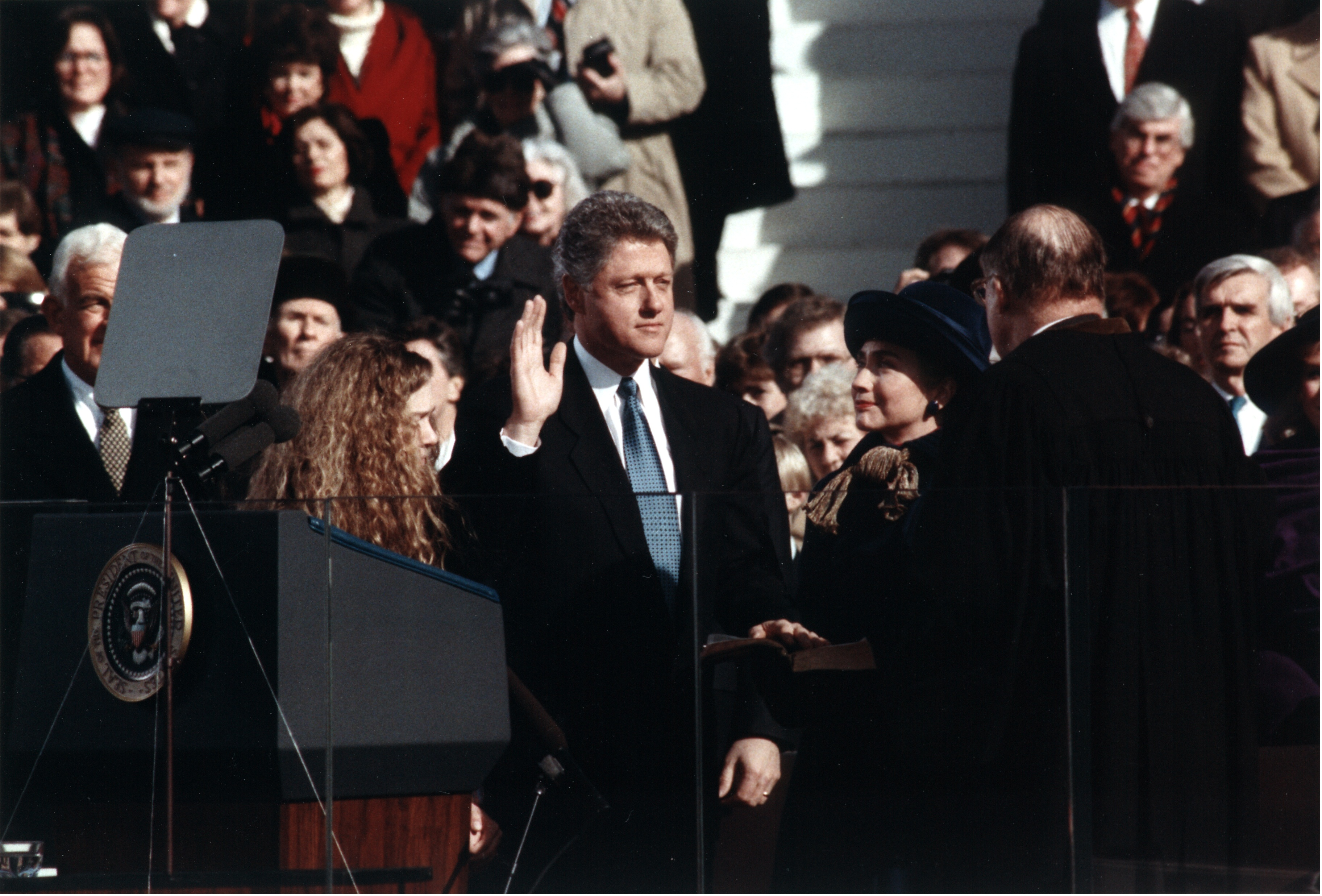
Clinton fazendo seu juramento de posse.

A investidura presidencial de Bill Clinton ocorreu em 20 de janeiro de 1993 em Washington D.C., Estados Unidos. Clinton foi o primeiro presidente eleito após a era pós-Guerra Fria e do Partido Democrata em 16 anos.